# Randonnée glaciaire
Ne doit pas être confondu avec Ski de randonnée, Alpinisme ou Escalade glaciaire.

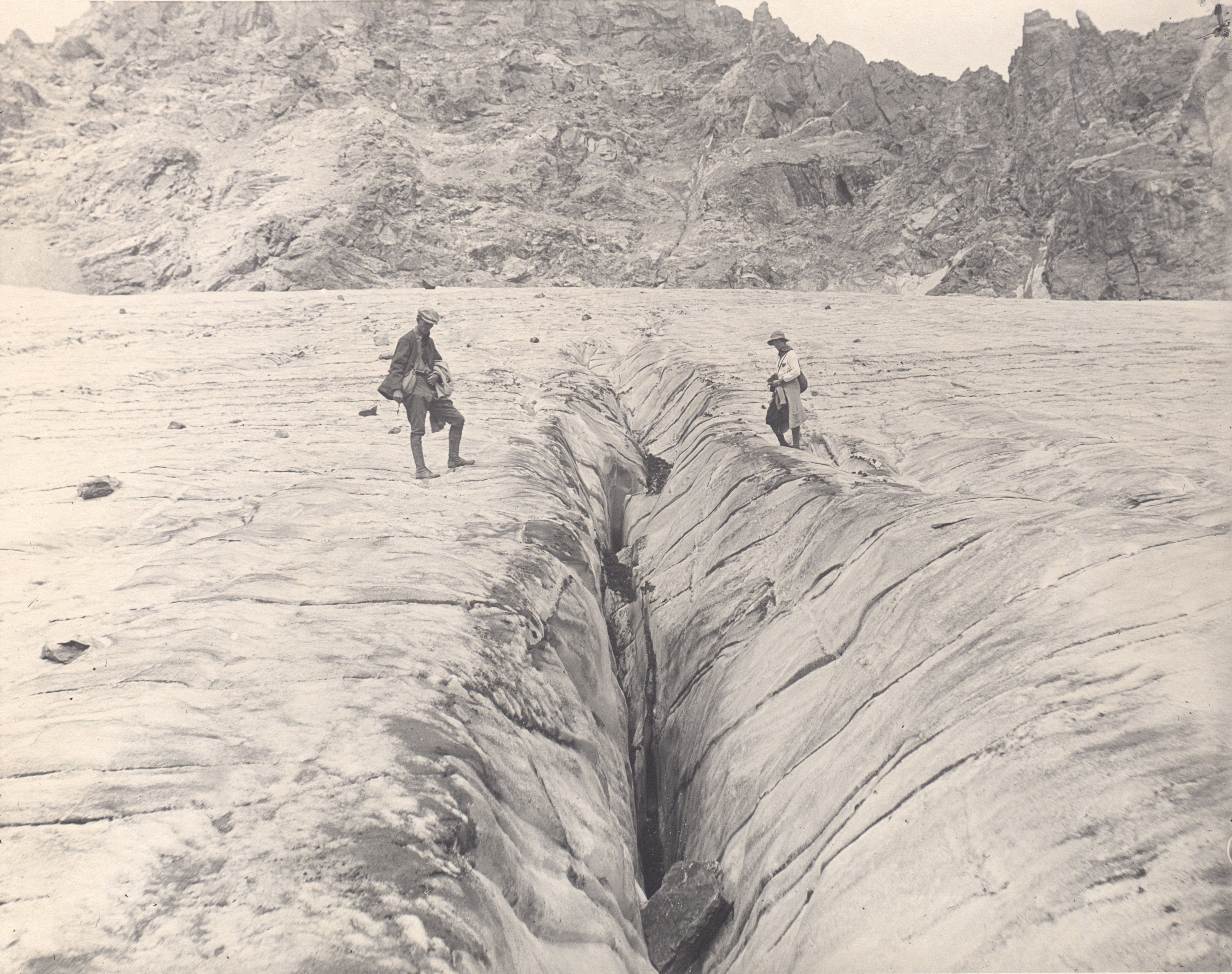
Randonneurs glaciaires séparés par une crevasse sur le glacier Arapaho, aux États-Unis, en 1919.

La randonnée glaciaire est une forme de randonnée pédestre qui se pratique sur la glace (glacier, calotte glaciaire, banquise). Elle nécessite des équipements particuliers empruntés à l'alpinisme, comme des crampons, indispensables pour garantir une bonne accroche sur la glace, des cordes pour prévenir les chutes en progressant selon le principe de la cordée, des baudriers, piolets, casques, ainsi qu'une tenue vestimentaire permettant d' affronter les conditions météorologiques rencontrées. Celles-ci se caractérisent généralement par de faibles températures, du vent, des précipitations ou un fort ensoleillement. 
Un équipement comprenant une carte topographique, une boussole et un altimètre ou un système de positionnement par satellites permettent de s'orienter et de suivre l'itinéraire fixé à l'avance, notamment en cas de diminution de la visibilité (brouillard, nuit, etc.).
Ces excursions sont généralement organisées sous la direction de guides ou de montagnards amateurs expérimentés. Ces animateurs permettent ainsi d'évoluer en toute sécurité sur les glaciers sans s'exposer aux dangers objectifs : crevasses, chutes de séracs, bédières, etc.